# Лейст, Эрнест Егорович
Эрне́ст Его́рович Лейст (нем. Ernst Gustav Leyst; 1852—1918) — российский геофизик и метеоролог; заслуженный профессор Московского университета.

## Биография
Родился 7 (19) января 1852 года в Ревеле, в семье ремесленника. По окончании начальной школы поступил в Ревельскую гимназию, которую не закончил из-за отсутствия средств. Переехал в Санкт-Петербург, где давал уроки немецкого языка и занимался репетиторством. В 1872 году сдал экзамен на звание домашнего учителя, а в 1874 — на звание учителя математических наук.
В 1875 году сдал экзамены на аттестат зрелости экстерном и в январе 1876 года поступил на физико-математический факультет Дерптского университета. Одновременно с обучением в университете преподавал математику в частной гимназии. В декабре 1878 года Совет университета за сочинение на тему «Число решений неопределенных уравнений» наградил его золотой медалью. В 1879 году он окончил университет с золотой медалью кандидатом по специальности «чистая математика» и одновременно выдержал экзамен на должность старшего учителя математических наук. В этом же году был юнкером Михайловского артиллерийского училища.
В 1880—1884 годах работал в Главной физической обсерватории физиком отделения телеграфных сообщений о погоде и штормовых предостережений и одновременно преподавал (до конца 1883) физику в Екатерининском училище. Основные обязанности совмещал с обработкой архивных метеорологических материалов, заведованием библиотекой и архивом обсерватории. Им был составлен «Каталог метеорологических наблюдений», в котором он обобщил историю всех метеорологических учреждений России, существовавших до 1884 года.
В марте 1884 года был переведён старшим наблюдателем в Павловскую (Константиновскую) магнитную и метеорологическую обсерваторию, где занимался температурными и геомагнитными исследованиями; в январе 1886 года стал её директором. В Лейпцигском университете за диссертацию получил степень доктора философии и магистра изящных наук. В 1890 году стал лауреатом Ломоносовской премии за сочинение «О температуре почв в Павловске». С февраля 1893 года — приват-доцент Петербургского университета, читал лекции по физической географии. В 1893 году он был награждён серебряной медалью Русского географического общества за сообщение «О соотношении между температурой почвы и придонной воды глубоких озер».
С июня 1894 года приват-доцент и заведующий Метеорологической обсерваторией Московского университета. В том же году сдал магистерский экзамен, а 1 апреля 1897 года защитил в Дерптском университете диссертацию на тему «О влиянии планет на наблюдаемые явления земного магнетизма» и получил учёную степень магистра физической географии.
С 1 сентября 1899 года, после защиты в Московском университете 10 марта 1899 года докторской диссертации «О географическом распределении нормального и анормального геомагнетизма» и получения звания доктора физической географии — экстраординарный профессор, а с сентября 1902 — ординарный профессор кафедры физической географии и метеорологии. В 1903—1911 годах был секретарём совета физико-математического факультета Московского университета, в 1911—1917 гг. — помощником ректора.
Действительный статский советник с 1 января 1906 года. Заслуженный профессор Московского университета с 1918 года.
В 1916 году он возглавил организованную по его инициативе Геофизическую комиссию. Весной 1918 года он вместе с профессором В. А. Михельсоном учредил Московское метеорологическое общество.
В 1918 году уехал на лечение в Германию, в Бад-Наухайм, где скончался 13 сентября 1918 года.

## Научные исследования
В 1898 году из Парижа в Россию на две недели был приглашён для участия в исследовании Курской магнитной аномалии директор Парижской геомагнитной обсерватории профессор Т. Муро.   Муро  подтвердил прежние результаты наблюдений русских исследователей и сделает заключение, что выделенная аномалия «переворачивает кверху дном» теорию земного магнетизма и связана с огромными запасами с громадными залежами железной руды. Профессор  Лейст и  П. Г. Попов оказывают ему научную помощь в проведении исследований.
Курское земство выделило Лейсту деньги на покупку приборов для магнитных измерений и необходимого оборудования для бурения скважин, которое было закуплено в Германии. По указаниям Лейста. было начато бурение скважины. По расчётам Лейста руда должна была залегать на глубине не более 200 метров от поверхности Земли. Однако, при первых бурениях её не было обнаружено и работы земством были прекращены.
Однако, Лейст, будучи твёрдо уверенным, что аномалия связана с залежами железных руд, за свой счёт продолжил исследования. Он проводил съёмку из года в год в течение 14 лет в июле-августе, во время летних отпусков. Отдельные этапы своей работы он регулярно докладывал в Московском обществе испытателей природы, действительным членом которого он был с 1894 года (секретарь общества с 1899, почётный член с 1913). В 1910 году он закончил свою наиболее крупную работу по анализу данных магнитной съёмки районов Курской магнитной аномалии на основании выполненных им лично 4500 «абсолютных» определений элементов земного магнетизма и доложил результаты в Московском институте физики и биофизики.
В 1905 году Лейст исследовал наэлектризованность и радиоактивность воздуха в Крыму, в 1906—1907 гг. проводил во время полного солнечного затмения магнитные и метеорологические исследования в районе Самарканда; в 1912 году он изучал гамма-лучи в Феодосии. В 1914 году под его руководством в Шенкурске была построена временная магнитная обсерватория, которая служила базой при магнитных съёмках севера России в 1914—1916 гг.

## Награды
- орден Св. Станислава 2-й ст. (1893)[9]
- орден Св. Анны 2-й ст. (1901)
- орден Св. Владимира 4-й ст. (1904)
- орден Св. Владимира 3-й ст. (1909)[10]
- орден Св. Станислава 1-й ст. (1912)

## Потомки
- сын — Эрнест Эрнестович Лейст, юрисконсульт плодоовощного комбината «Красная Пресня».
- внук — Олег Эрнестович Лейст(1925—2003, Москва), юрист и правовед.